# Шапка ерихонская Михаила Фёдоровича
Шапка ерихонская царя Михаила Фёдоровича, ранее Шлем святого великого князя Александра Невского — булатный шлем типа шишак, хранящийся в Оружейной палате Московского Кремля. Главный из парадных царских шлемов этого типа. Ранее ошибочно приписывался Александру Невскому, благодаря чему в числе других русских «шапок» попал на герб Российской империи.
Этот шлем «по праву считается одним из шедевров русского оружейного искусства XVII века и вместе с тем — одним из самых известных экспонатов музея „Оружейная палата“».

## Описание
Судя по документам, шапка ерихонская сделана в 1621 году мастером Никитой Давыдовым, возможно, на основе арабского шлема — судя по сохранившейся надписи на куполе. В переводе 13-й аят 61-й суры Корана «ас-Сафф» гласит:

 помощь от Аллаха и близкая победа. Сообщи же благую весть верующим!

Оригинальный текст (ар.)نَصْرٌ مِّنَ اللَّهِ وَفَتْحٌ قَرِيبٌ ۗ وَبَشِّرِ الْمُؤْمِنِينَ— ас-Сафф 61:13 (Кулиев)
«На его рифленом куполе золотой насечкой выполнены изображения короны, с низу на верх купола и по его верхушке также золотой насечкой изображен широкой полосой растительный орнамент. Помимо богатого украшения золотом шлем декорирован 10 изумрудами, 95 алмазами, 228 рубинами и нитями жемчуга. На расширенной вершине наносника имеется покрытое цветной эмалью рельефное изображение архангела Михаила — предводителя небесного войска и военного покровителя русских государей».
Видимо, она была задумана как боевой венец русских царей. В Росписи Походной казны было упомянуто, что верхушку царственного шлема увенчивал золотой крест, украшенный драгоценными камнями.
Описание шлема гласит:

«Шапка Ерихонская краснаго железа Микитина дела Давыдова; венец и наверху венца другой венец и подвершье, и полка, и затылок наведены золотом, травы, да посреди шапки короны наведены золотом же, да в полке и в венце шесть гвоздиков репчатых серебрены золочены, да семь гвоздиков серебреных же горощетых золочены; затылок прикреплен на трех цепочках серебреных золоченых, в них шесть гвоздей серебреных золоченых, да в ушах и в затылке двенадцать гвоздиков горощетых; у шапки исподней венец золот, в нем по сказке и по щету золотаго дела мастера Ивана Маркова, сорок три яхонта червчатых да восемьдесят два алмазца в золотых гнездех с финифты, одна искорка выпала и лежит с носом в бумашке; 
да в шапке и в полке в золотых гнездех с финифты два яхонта червчатых да десять алмазов; подвершье золотое с финифты розными, в нем, в золотых же гнездах с финифты, четыре алмаза; уши прорезные наведены золотом, опушка золотая, в опушке шестьдесят один яхонт червчат, да на наушке жемчюгу семьдесят четыре зерна бурмицких да четыре алмаза в золотых гнездех, да три запоны с финифты, в них три изумруда больших, около их по двенадцати искорок яхонтовых червчатых; в другом ухе, в опушке, в золотых гнездех пятьдесят семь яхонтов червчатых, да на наушке жемчюгу семьдесят шесть зерен бурмицких, четыре алмаза в золотых гнездех, три запоны, в них по изумруду большому, около одной запоны десять искор яхонтовых червчатых;
 у нижней запоны в двух концах по изумруду; нос с лица наведен золотом травы, испод золочен гладью, наверху накладная золотая, а на ней ангел хранитель чеканной с финифты; вверху над ангелом алмаз в золотом гнезде с финифты; по сторонам в золотых же гнездех вверху два яхонта червчатых да в исподи два изумруда; на носу в подножии у ангела с сторон закреплены два зерна бурмицкие большие, промеж ними в гнездех золотых два яхонта червчатых, промеж яхонтов алмаз граненой; двои лопасти: одне червчатые, другие желтые атласные. А по нынешней переписи рч`є года (1687) и по осмотру, та шапка против прежних переписных книг сошлась, в ней тулья отлас желтой, стеган на бумаге. Цена той шапке тысеча сто семьдесят пять рублев, а в прежней описной книге написана шестая» («Древности Российского государства»).

Каталог музеев Кремля гласит: «среди царских ерихонских шапок шлем работы Давыдова занимал особое место. В Росписи Походной казны 1654 года он назван „большой ерихонкой“, а в Переписной книге Оружейной казны 1687 года был оценен в огромную сумму — 1175 рублей (это чуть меньше, чем общая цена пяти следующих за ним ерихонских шапок)».

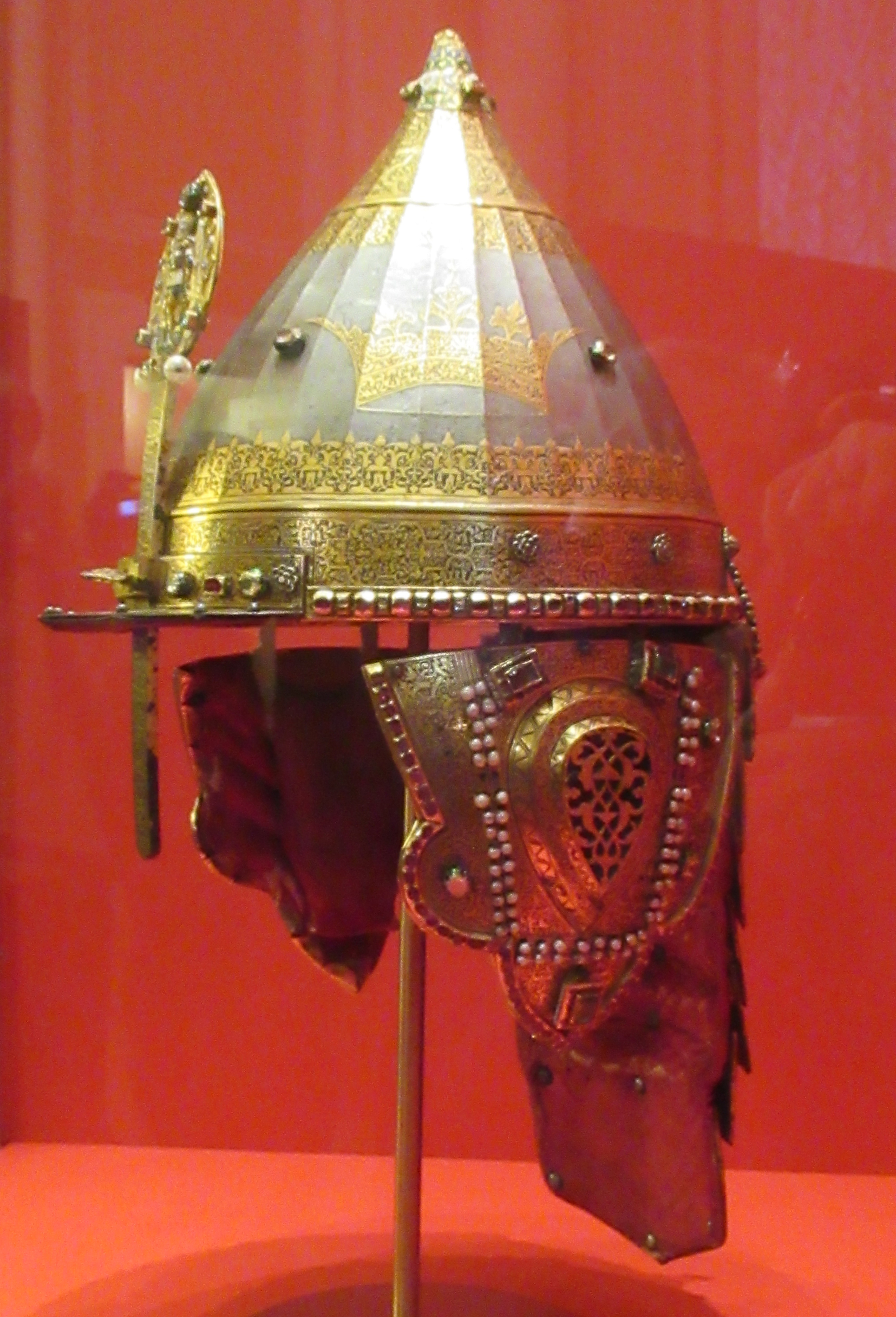
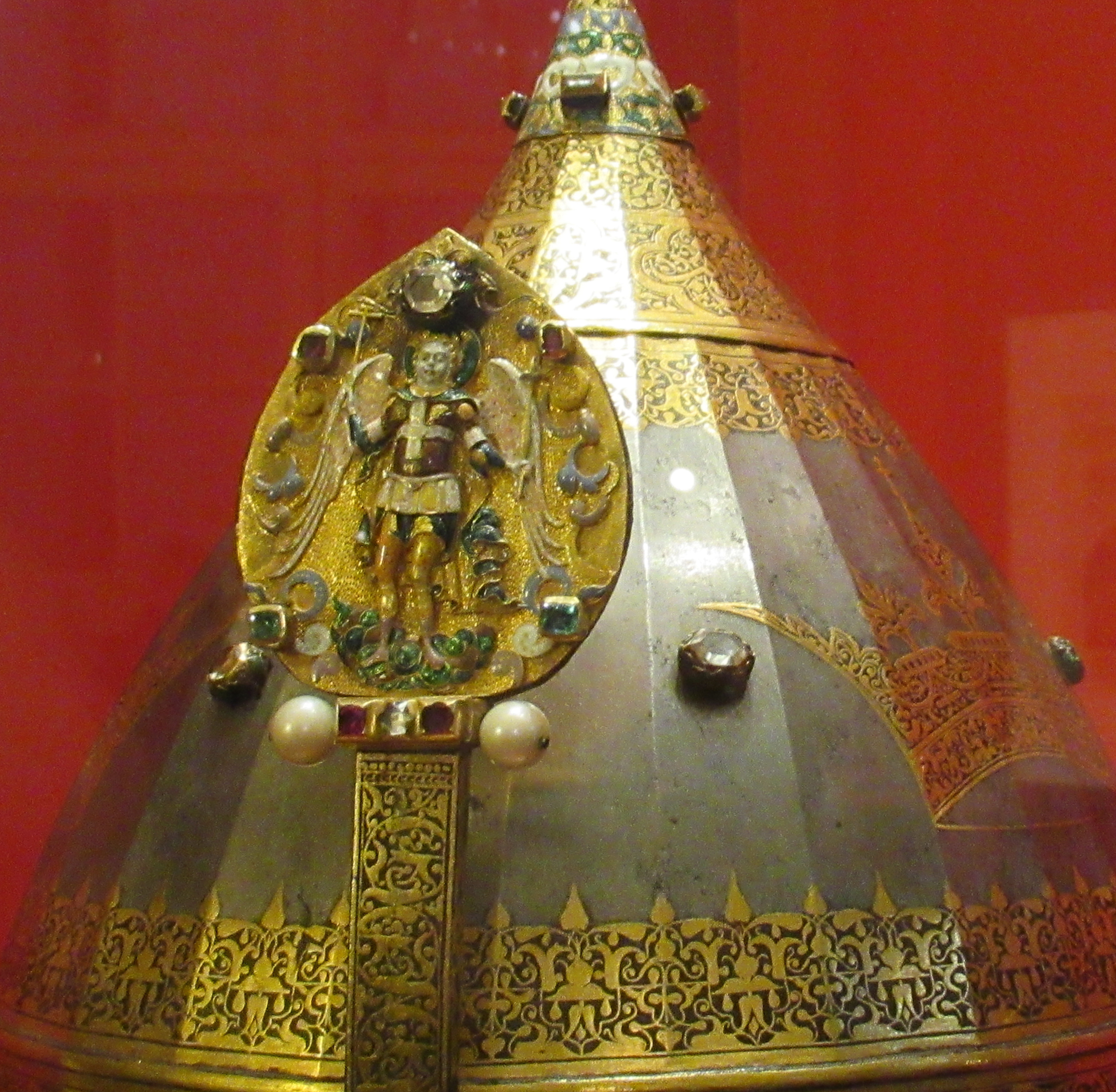
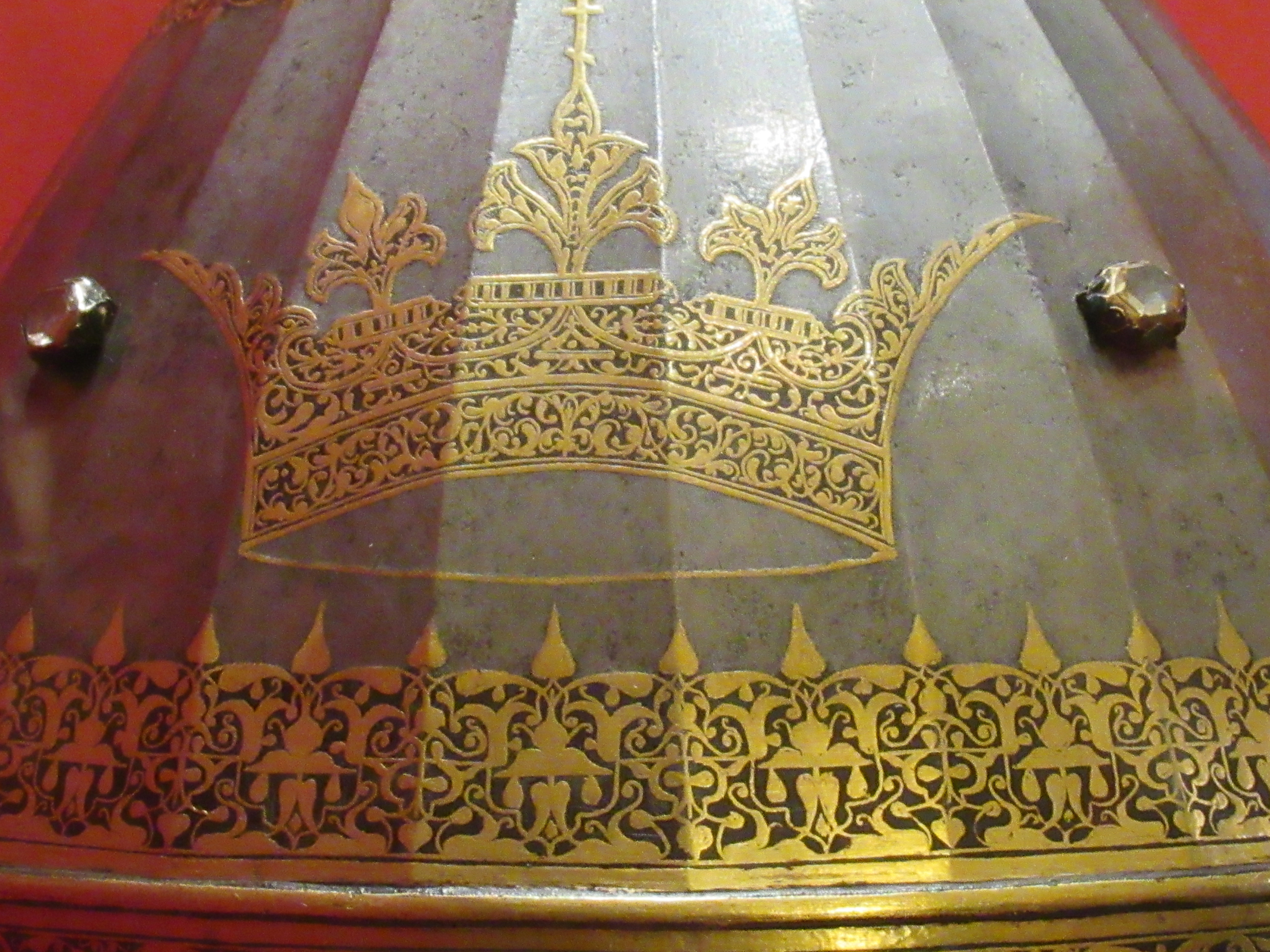
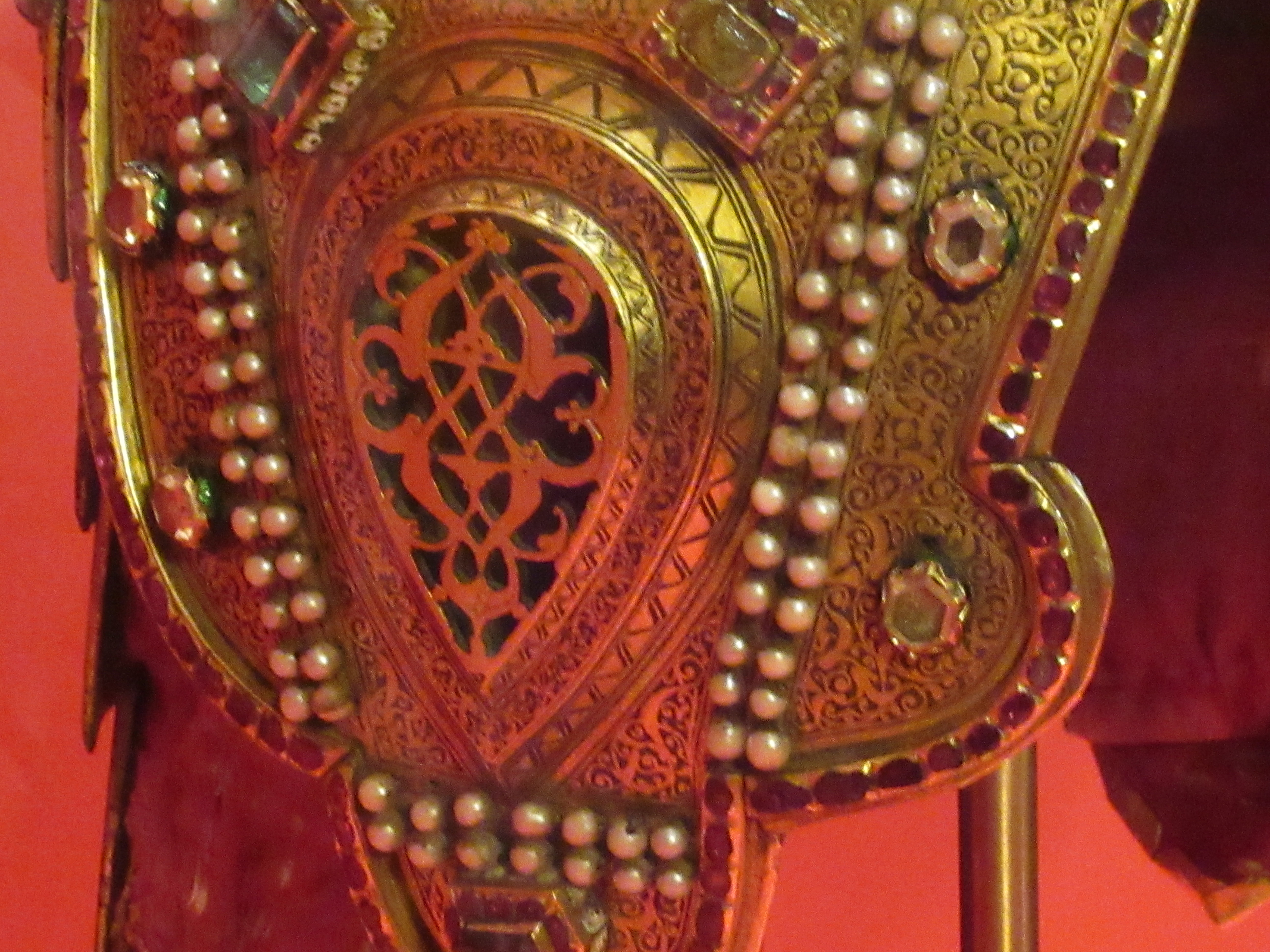